# USS Thomas Hudner (DDG-116)
El USS Thomas Hudner (DDG-116) es un destructor de la clase Arleigh Burke en servicio con la Armada de los Estados Unidos. Fue puesto en gradas en 2015 y asignado en 2018.

## Construcción
Construido en el Bath Iron Works, fue colocada su quilla el 23 de mayo de 2013 y asignado el 27 de julio de 2019. Su nombre USS Thomas Hudner honra al capitán Thomas J. Hudner, Jr., condecorado con la Medalla de Honor en la guerra de Corea.

## Historial de servicio

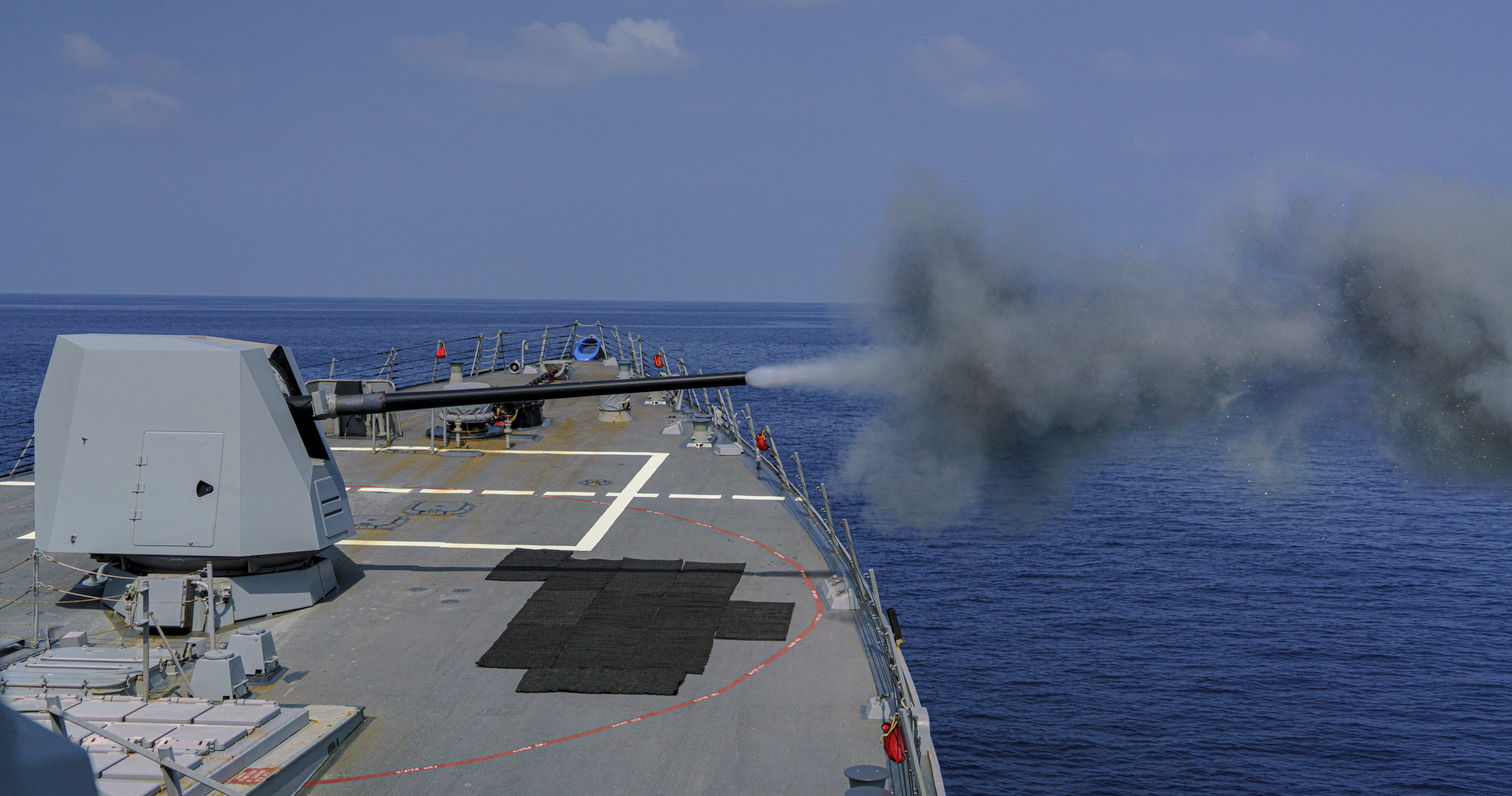
El USS Thomas Hudner (DDG-116) dispara su cañón Mk 45 en el año 2020.

El 8 de octubre de 2023, el día después del ataque de Hamás a Israel, el secretario de Defensa de Estados Unidos, Lloyd Austin, ordenó al grupo de ataque del portaaviones USS Gerald R. Ford dirigirse hacia el Mediterráneo oriental en respuesta. Junto al portaaviones, el grupo también incluye el crucero Normandy y los destructores Ramage, Carney, Roosevelt y Thomas Hudner.
El 15 de noviembre de 2023, Thomas Hudner derribó un dron que se dirigía hacia el barco, que había sido lanzado desde Yemen.
El 23 de noviembre de 2023, Thomas Hudner derribó múltiples drones de ataque lanzados desde Yemen.